# Albert Malbois
Albert-Georges-Yves Malbois (Versailles, 17 novembre 1915 – Saint-Germain-en-Laye, 12 febbraio 2017) è stato un vescovo cattolico francese.

## Biografia
Albert Malbois nacque a Versailles, sede vescovile, nel 1915.
Venne ordinato sacerdote il 29 giugno 1938 per la diocesi di Versailles nella cattedrale di San Luigi.

### Ministero episcopale
Il 9 marzo 1961 papa Giovanni XXIII lo nominò vescovo titolare di Altava ed ausiliare di Versailles. Ricevette la consacrazione episcopale il 22 aprile 1961 nella cattedrale di Versailles dal vescovo Alexandre Renard, vescovo di Versailles (poi arcivescovo e cardinale), co-consacranti i vescovi Roger Michon, vescovo di Chartres, e Jacques Ménager, vescovo ausiliare di Versailles e titolare di Antiochia Minore (poi arcivescovo).
Come padre conciliare, partecipò alle quattro sessioni del concilio Vaticano II.
Il 9 ottobre 1966 fu nominato da papa Paolo VI primo vescovo della nuova diocesi di Corbeil, di cui prese possesso l'11 dicembre successivo nella cattedrale di Corbeil. Il 13 settembre 1977, all'età di 61 anni, rinunciò al governo pastorale della diocesi, divenendone primo vescovo emerito.
Il 1º gennaio 2015, alla morte di Géry Leuliet, divenne il più anziano vescovo francese vivente. Morì il 12 febbraio 2017. Fu sepolto nella cripta della cattedrale di Évry.

## Genealogia episcopale
La genealogia episcopale è:
- Cardinale Scipione Rebiba
- Cardinale Giulio Antonio Santori
- Cardinale Girolamo Bernerio, O.P.
- Arcivescovo Galeazzo Sanvitale
- Cardinale Ludovico Ludovisi
- Cardinale Luigi Caetani
- Cardinale Ulderico Carpegna
- Cardinale Paluzzo Paluzzi Altieri degli Albertoni
- Papa Benedetto XIII
- Papa Benedetto XIV
- Papa Clemente XIII
- Cardinale Marcantonio Colonna
- Cardinale Giacinto Sigismondo Gerdil, B.
- Cardinale Giulio Maria della Somaglia
- Cardinale Carlo Odescalchi, S.I.
- Vescovo Eugène de Mazenod, O.M.I.
- Cardinale Joseph Hippolyte Guibert, O.M.I.
- Cardinale François-Marie-Benjamin Richard
- Vescovo Marie-Prosper-Adolphe de Bonfils
- Cardinale Louis-Ernest Dubois
- Arcivescovo Jean-Arthur Chollet
- Arcivescovo Héctor Raphaël Quilliet
- Vescovo Charles-Albert-Joseph Lecomte
- Cardinale Achille Liénart
- Cardinale Alexandre Renard
- Vescovo Albert Malbois